# Minnesota Lynx
Minnesota Lynx és un equip de l'Associació Nacional Femenina de Bàsquet (WNBA), la lliga professional de bàsquet femeni nord-americana. Té la seu a Minneapolis, a l'estat de Minnesota. És l'equip germà de Minnesota Timberwolves, de l'NBA, amb els quals comparteix l'estadi Target Center.

## Història
L'abril de 1998, la WNBA va anunciar que per a la temporada següent hi hauria una expansió amb dos equips nous, Minnesota i Orlando Miracle. Les Lynx van començar la temporada inaugural davant el seu públic, amb 12.000 espectadors al Target Center, davant les Detroit Shock, que van derrotar 68-51. Van acabar la temporada amb 15 victòries i 17 derrotes. Els anys 2003 i 2004 va arribar als play-off, encara que no va reeixir passar de primera ronda en cap de les ocasions, i en 2011, 2013, 2015 i 2017 van guanyar el campionat de la WNBA.